# 崔雍
崔雍（?—?），唐朝人。
崔戎之子，與李商隱是從表兄弟。崔戎曾擔任华州刺史，大和七年（834年），李商隐应试不中，前來投奔崔戎。崔雍日後擔任起居郎、和州刺史，張行簡進攻和州，崔雍力守。崔雍登城楼告訴吴迥說：“城中玉帛、女子不敢惜，只勿取天子城池。”張行簡答應他，遂剽城中居民，又杀判官张琢。大中十年（856年）唐宣宗之婿鄭顥知貢舉，以崔雍為通榜，时人语为“崔雍郑颢世界”。